# فريدريك كينغ
فريدريك كينغ (21 نوفمبر 1850 - 16 يونيو 1893) (بالإنجليزية: Frederick King)‏ هو لاعب كريكت بريطاني.

## وصلات خارجية
- فريدريك كينغ على موقع إي آس بي آن كريك إنفو (الإنجليزية)